# Indicatif régional 229

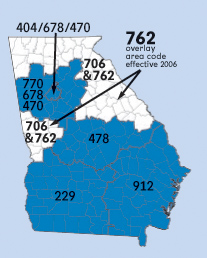
Carte de l'État de Géorgie avec les territoires de ses indicatifs régionaux. L'indicatif régional 229 est en bleu au sud-ouest de l'État.

L'indicatif régional 229 est l'indicatif téléphonique régional qui dessert le sud-ouest de l'État de Géorgie aux États-Unis.
On peut voir les territoires desservis par les indicatifs régionaux de la Géorgie sur cette carte de la North American Numbering Plan Administration.
L'indicatif régional 229 fait partie du plan de numérotation nord-américain.

## Comtés desservies par l'indicatif
- Baker
- Ben Hill
- Berrien
- Brooks
- Calhoun
- Clay
- Colquitt
- Cook
- Crisp
- Decatur
- Dodge (en partie, avec l'indicatif régional 478)
- Dooly (en partie, avec l'indicatif régional 478)
- Dougherty
- Early
- Echols (en partie, avec l'indicatif régional 912)
- Grady
- Irwin
- Lanier
- Lee
- Lowndes
- Marion
- Miller
- Mitchell
- Pulaski (en partie, avec l'indicatif régional 478)
- Quitman
- Randolph
- Schley
- Seminole
- Stewart
- Sumter
- Telfair (en partie, avec l'indicatif régional 912)
- Terrell
- Thomas
- Tift
- Turner
- Webster
- Wilcox
- Worth

## Principales villes desservies par l'indicatif
- Albany
- Valdosta
- Bainbridge
- Americus
- Fitzgerald
- Cairo
- Moultrie
- Thomasville
- Tifton